# Meghnad Saha

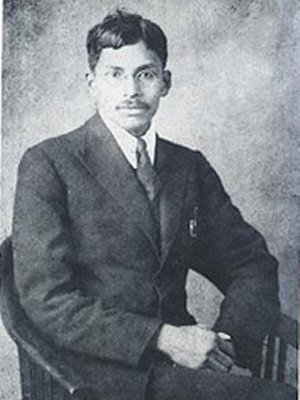
Meghnad Saha (1921)

Meghnad Saha (ur. 6 października 1893, zm. 16 lutego 1956) – indyjski fizyk i astronom, profesor uniwersytetów w Kalkucie i Allahabadzie, członek brytyjskiego Royal Society (od 1927).
Zajmował się głównie teoriami jonizacji termicznej gazów oraz zastosowaniem tych teorii do wyjaśnienia promieniowania atmosfer gwiazd. Sformułował tzw. wzór Sahy, czyli równanie określające zależność stopnia zjonizowania gazu przez promieniowanie od temperatury.